# جان لیندلی
جان لیندلی (انگلیسی: John Lindley; ۵ فوریهٔ ۱۷۹۹ – ۱ نوامبر ۱۸۶۵) یک دانشمند در زمینه گیاه‌شناسی اهل بریتانیا بود.
وی همچنین برنده جوایزی همچون مدال پادشاهی شده‌است.